# Zeche Secretariusak
Die Zeche Secretariusak ist ein ehemaliges Steinkohlenbergwerk im Essener Westviertel. Das Bergwerk war auch unter dem Namen Zeche Secretarius Ak bekannt. Es ist aus der Umbenennung der Zeche Secretariuswerke entstanden. Dieses Bergwerk war die erste Zeche, die auf städtischem Gebiet der Stadt Essen erbaut wurde.

## Geschichte

### Die Anfänge
Die Zeche Secretariuswerke bestand bereits um das Jahr 1725. Das Bergwerk war jedoch nie von großer Bedeutung. Zu diesem Zeitpunkt (1725) wurde die erste Ackeldruft auf dem Gebiet der Stadt Essen angelegt. Zeitgleich mit dem Betrieb dieser Ackeldruft wurde eine städtische Essener Kohlenbergverordnung erlassen. Besitzer des Bergwerks war der Stadtsecretarius Krupp. Krupp war auch mit der Hobeisenbank und der Zeche Fettlappen belehnt worden. Im Jahr 1750 wurde in der Nähe des Limbecker Tores ein Aquädukt (Ackeldruft) aufgefahren. In diesem Bereich befanden sich zu diesem Zeitpunkt die Voß-Dickebank-Kohlengewerke. Im Jahr 1752 wurde das Flöz Landskrone angefahren. Um das Jahr 1756 wurde das Grubenfeld mittels eines Schachtes erschlossen. Abgebaut wurde in den Flözen Hobeysenbank, Fettlappen, Krabbenbank, Rieckenbank und im Bereich des heutigen Schederhofs im Flöz Backstadtbank. Nachdem der Besitzer des Bergwerks verstorben war, wurde der Betrieb aufgegeben und das Bergwerk verlassen. Nach dem Tod von Hinrich Wilhelm Krupp fiel das Bergwerk wieder der Stadt Essen zu.

### Die weiteren Jahre
Am 28. April des Jahres 1764 wurde das Bergwerk von der Gesellschaft zum Fettlappen übernommen. Am 28. Juni desselben Jahres erfolgte die Neubelehnung an Hülswitt durch den Rat der Stadt Essen. Anschließend erfolgte die Umbenennung in Secretariusak. Im Jahr 1773 wurde als Lehnsträger, Johann Heinrich Waldthausen in den Unterlagen vermerkt. Im selben Jahr wurden die drei belehnten Flöze abgebaut. Die Flöze wurden über einen gemeinsamen Stollen in Verhieb genommen. Der Stollen war die Secretariusak, die Bauhöhe betrug 13 Meter. Im Jahr 1789 befürchtete man, dass durch den Betrieb des Bergwerks dem Kaupen-Wasser am Kettwiger Tor der Zufluss entzogen werden könnte. Aus diesem Grund wurde der weitere Betrieb des Bergwerks durch den Stadtmagistrat verboten. Im Jahr 1803 wurde das Bergwerk wieder in Betrieb genommen. Es fand jedoch nur eine geringe Förderung aus dem Flöz Fettlappen statt, der restliche Teil der Grubenbaue war vermutlich bereits abgesoffen. Nachdem die Säkularisation des Stiftes Essen erfolgt war, waren die Gewerken von Secretariusak bestrebt, das Bergwerk mit dem Nachbarbergwerk Zur Hoffnung zu vereinigen. Am 19. Februar des Jahres 1805 konsolidierte die Zeche Secretariusak mit der Zeche Zur Hoffnung zur Zeche Vereinigte Hoffnung & Secretarius Aak.